# 블루 팽 게임스
블루 팽 게임스(Blue Fang Games)는 주 타이쿤으로 유명한 미국의 비디오 게임 개발사이다. 마이크로소프트와의 계약이 종료되면서 2011년 문을 닫았다.

## 게임
- 주 타이쿤
- 주 타이쿤 2